# Abu Lulua
Abu-Lulua Fayruz al-Majussí (àrab: أبو لؤلؤة فيروز المَجوسِي, Abū Luʾluʾa Fayrūz al-Majūsī; persa: پیروز نهاوندی), més conegut senzillament com Abu-Lulua (Nihawand, ? - Medina, 3 de novembre de 644), fou un esclau persa d'al-Mughira ibn Xuba, governador de Bàssora, que va assassinar el califa Úmar ibn al-Khattab el dimecres 2 de novembre del 644. Les causes de la mort semblen un tribut imposat al seu senyor per tenir l'esclau a Bàssora.
Sembla que va amagar una daga entre les seves robes i va matar el califa quan anava a pregar o quan estava pregant. Segons unes fonts el califa va morir a l'acte i segons unes altres encara va viure tres dies. En la seva fugida va ferir una dotzena de persones més, de les que sis o set van morir. Finalment, fou atrapat i mort allí mateix, tot i que altres fonts diuen que es va suïcidar en no poder escapar.
La dona i la filla foren executats per Ubayd-Al·lah ibn Úmar, fill del difunt califa. Els perses de Medina també foren massacrats i entre aquests ho fou Hormezdan, acusat de ser l'antic amo de l'assassí i haver estat d'acord amb aquest.